# سیارک ۲۲۶۷
سیارک ۲۲۶۷ (به انگلیسی: 2267 Agassiz، نامگذاری:1977RF) دو هزار و دویست و شصت و هفتمین سیارک کشف شده‌است که در ۹ سپتامبر ۱۹۷۷ کشف شد.
قدر مطلق سیارک برابر ۱۳٫۹۰ است.